# Tricrania
Tricrania es un género de escarabajos de la familia Meloidae. Hay al menos tres especies descritas en Tricrania.     

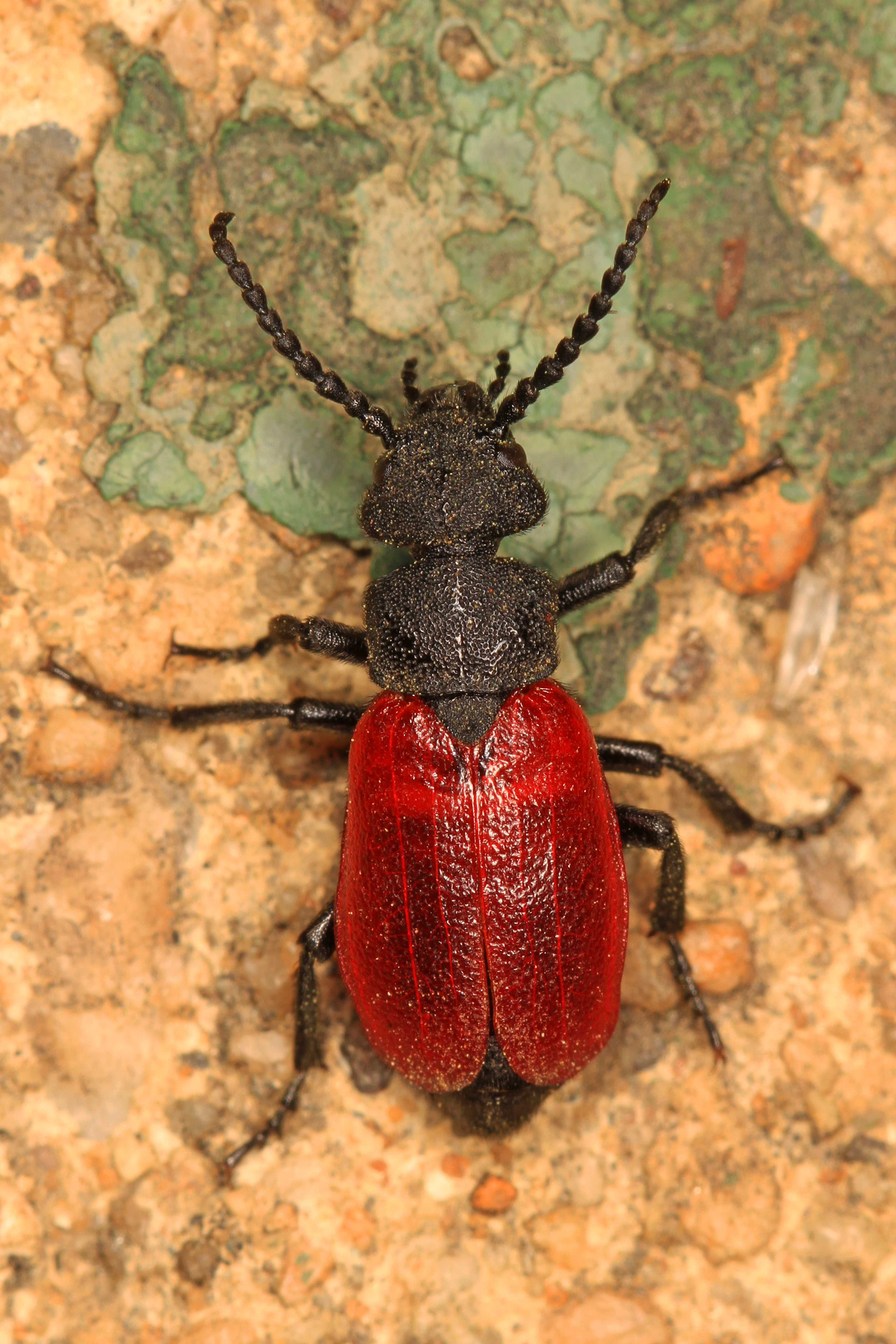
Tricrania sanguinipennis

## Especies
Estas tres especies pertenecen al género Tricrania:
- Tricrania murrayi LeConte, 1860 icg
- Tricrania sanguinipennis (Say, 1823) icgb
- Tricrania stansburyi (Haldeman, 1852) icgb